# Пронін Сергій Миколайович
Сергі́й Микола́йович Про́нін (4 серпня 1971 — 18 вересня 2014) — солдат Збройних сил Україниучасник російсько-української війни.

## Життєвий шлях
Народився 1971 року в місті Гремячинськ Пермського краю. З п'ятирічного віку проживав у місті Кривий Ріг. По закінченні школи навчався в ПТУ № 9, здобув спеціальність електромонтажника. Працював електриком в організації на ПАТ «Південний ГЗК».
Мобілізований 31 липня 2014-го, старший солдат, старший розвідник розвідувальної роти 17-ї окремої танкової бригади.
Зник безвісти 18 вересня 2014 року поблизу смт Калинове Луганської області — розвідгрупа на БМП потрапила в засідку терористів. Під час вогневого протистояння бійці зазнали поранень та їх полонили. Разом з Сергієм в цьому бою загинули молодший сержант Олег Литовченко, молодший сержант Андрій Кравченко, старший солдат Андрій Сущевський, прапорщик Геннадій Бережний та солдат Руслан Безрідний. Розвідувальний дозор, у складі якого був сержант Віталій Капінус, прикривав евакуацію поранених бійців; сержант Капінус у бою загинув.
Упізнаний за ДНК-експертизою.
Без Сергія лишились дружина та діти.
Похований в місті Кривий Ріг. 14 січня 2015 року в Кривому Розі оголошено день скорботи й поховано Сергія Проніна.

## Нагороди і вшанування
За особисту мужність і героїзм, виявлені у захисті державного суверенітету та територіальної цілісності України, вірність військовій присязі під час російсько-української війни, відзначений — нагороджений
- 18 травня 2016 року — орденом «За мужність» III ступеня (посмертно)[1]
- Його портрет розміщений на меморіалі «Стіна пам'яті полеглих за Україну» у Києві: секція 4, ряд 7, місце 17
- Вшановується в меморіальному комплексі «Зала пам'яті», в щоденному ранковому церемоніалі 18 вересня[2]